# Éditions L. Mauguin
Pour les articles homonymes, voir Mauguin.
Les Éditions L. Mauguin ont été fondées fin 1996 à Paris par Laurence Mauguin, avec l'idée "d'éditer autrement", de tenter une aventure éditoriale, dans sa forme et dans son fond, tournée vers la poésie.
La maison d'édition est aussi conçue comme un lieu d'échange avec le public. D'abord situé près du Panthéon, ce lieu fut à la fois une librairie d'éditeur, une bibliothèque de poésie contemporaine, une salle de lecture, une galerie où étaient exposés régulièrement des artistes contemporains, où on a pu entendre des lectures publiques dès 1996.
En 2016, les éditions L. Mauguin ont dû transplanter leur activité dans un nouveau lieu. Désireuses de poursuivre l'activité d'édition et de galerie, elles font le pari d'un nouvel environnement et d'un petit local à taille humaine. Elles demandent  alors au jeune architecte Antonin Ziegler, d'en optimiser l'espace et le design.
Cette double activité se poursuit, avec le désir d'accompagner les auteurs et artistes sur la durée.

## Historique
Initialement les éditions L. Mauguin proposent des textes de littérature contemporaine au sens large, écritures poétiques à la marge des genres littéraires (cf. les ouvrages de Paul Parin, Thomas Strittmatter, Annie Zadek). Mais dès 1999, la maison se consacre uniquement à la poésie, proposée sous différentes formes : recueils bien sûr mais aussi extraits, lectures publiques, expositions, revue (intitulée Pas, - qui fait un panorama annuel des rencontres de l'éditeur avec des poètes européens, et propose donc à côté des textes écrits en français des textes traduits de l'allemand, du grec, de l'italien…), ouvrages collectifs...

## Auteurs / Expositions
Parmi les auteurs, on peut citer Lionel André, Richard Blandin, Emanuela Burgazzoli, Françoise Jones, Xénia Mylonaki, Annick Ranvier, Béatrice Rossi-Bouchrara, Helmut Schmale, Margarita Xanthakou, Annie Zadek, Martin Ziegler, Mathilde Zupan…
Certains de ces auteurs sont également artistes et ont l'occasion d'exposer leur travail dans l'espace galerie qui accueille principalement les techniques sur papier (dessins au crayon, pastel, aquarelles, encres, gravures, œuvres photographiques).
Parmi les artistes exposés aux éditions L. Mauguin, on peut citer Aksouh, Michèle Clancy, Krochka, Ehanno, Christiane Malval, Motoko Tachikawa, Hélène Villers, Fabienne Yvetot…

### Sources
- Interview sur la revue Terres de femmes d'Angèle Paoli
- Entretien radiophonique Laurence Mauguin / Alain Veinstein, "Du jour au lendemain", France Culture, 6 juin 1997